# Иоганн Цицерон (курфюрст Бранденбурга)
Иоганн Цицерон (нем. Johann Cicero; 2 августа 1455, Ансбах, Франконский имперский округ — 9 января 1499, Арнебург, Саксония-Анхальт) — курфюрст Бранденбурга с 1486 года.

## Биография
С 1479 года управлял Бранденбургской маркой за своего отца Альбрехта Ахилла. В 1486 году, после смерти отца стал курфюрстом.
Враг рискованной политики, Иоганн склонил на свою сторону враждебные отцу сословия строгим соблюдением законности и подавлением самоуправства и произвола рыцарей. В 1495 году принимал живое участие в реформах Вормсского рейхстага. Прозвище Цицерон (лат. Cicero Germanicus) он получил за прекрасное знание латинского языка и любовь к гуманитарным наукам.
Иоганн первым из Гогенцоллернов выбрал Берлин своей резиденцией.
Иоганн умер в замке Арне и был погребён в монастыре Ленин. По инициативе его внука Иоахима II прах Иоганна вместе с надгробием (скульпторы Петер Фишер и его сын Ганс Фишер) перенесён в Берлинский собор.

## Семья
В браке с Маргаритой Саксонской родились:
- Иоахим I Нестор (1484—1535);
- Анна Бранденбургская (1487—1514), замужем за герцогом Фредериком I, будущим королём Дании;
- Урсула Бранденбургская (1488—1510), замужем за Генрихом V, герцогом Мекленбург-Шверина;
- Альбрехт Бранденбургский (1490—1545), кардинал, архиепископ Магдебурга и курфюрст Майнца;
- ещё три ребёнка умерли во младенчестве.

## Память
14 ноября 1900 в Берлине на Зигесаллее была открыта 18-я скульптурная группа, центральной фигурой в которой является статуя Иоганна (скульптор Альберт Манте). С мая 2009 статуя выставлена в цитадели Шпандау.